# Oedematopoda bicoloricornis
Oedematopoda bicoloricornis is een vlinder uit de familie Stathmopodidae. De wetenschappelijke naam van de soort is voor het eerst geldig gepubliceerd in 1913 door Strand. Deze vlinder leeft in West-Afrika.